# Bogdan Latuszkiewicz
Bogdan Latuszkiewicz (ur. 22 września 1937 w Pabianicach) – polski dziennikarz sportowy i tenisista sptołowy.

## Życiorys
Urodził się 22 września 1937 w Pabianicach jako syn Jana i Otylii Drewniak. W 1955 ukończył Liceum Ogólnokształcące im Jędrzeja Śniadeckiego w Pabianicach. W 1961 ukończył studia na Wydziale Dziennikarstwa Uniwersytetu Warszawskiego. Uprawiał tenis stołowy. Został wicemistrzem polski w 1960. W 1958 został brązowym medalistą młodzieżowych mistrzostw Europy. W latach 1958–1962 był reprezentantem polski i wielokrotnym mistrzem polski dziennikarzy. W latach 1984–1992 był działaczem Polskiego Związku Tenisa Stołowego. Pracował na stanowisku rzecznika prasowego. W trakcie kariery zawodniczej w latach 1963–1971 podjął pracę w tygodniku kolejarza “Sygnały”. Z tygodnika przeszedł do pisma “Sztandar Młodych”, w którym pracował w latach 1971–1973. Następnie pracował w piśmie Wiadomości Sportowe. Był sekretarzem redakcji i zastępcą redaktora naczelnego. W pierwszej połowie lat 90. pracował w pismach “Kurier Polski” “Sportowiec” i “Sportowiec As”. W latach 1992–1994 był zastępcą redaktora naczelnego.

## Publikacje
- Alfabet tenisa stołowego (1997)
- Leksykon ludowych Zespołów Sportowych Zielone Bractwo (2000)